# Като Дандзо
Като Дандзо (яп. 加藤段蔵; бл. 1503—1559 рр.) — японський ніндзя, майстер японської школи нідзюцу «Іга-рю». Його життя припадає на епоху Сеґоку (епоха воюючих провінцій), період громадянської війни між родовими кланами провінційних даймйо Японії.

## Біографія

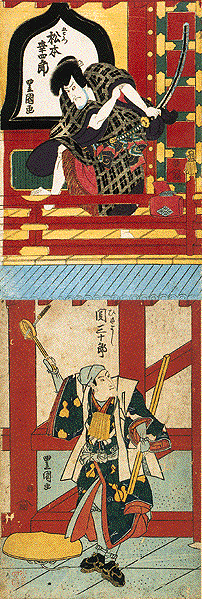
Середньовічні зображення ніндзя

Біографія Като Дандзо майже невідома. Народився близько 1503 року. Одні джерела називають його вихідцем з повіту Акідзу провінції Хітати, другі — уродженцем Іга. Про те всі сходяться в одному — він був чудовим майстром бойового мистецтва іга-рю, яке осягав з самого дитинства. Като проводив бродяче життя. Переходячи з місця на місце у пошуках заробітків, Като Дандзо наймався при дворах самураїв, як шпигун. В тодішній Японії серед самурайських кланів було модно наймати ніндзю, задля шпигунства або вбивства суперника. Згідно з переказом, виконуючи одного разу наказ провінційного князя, Като Дандзо мав проникнути в один із замків його суперника, який посилено охоронявся. Під покровом темряви він підікрався до замку, видерся на стіну і збирався стрибнути вниз. Раптом він відчув, що у дворі його очікує засідка. Охорона з нетерпінням чекала поки він стрибне, але раптом стрибнувши Дандзо зависає в повітрі, після чого перелітає за межі стіни. Це був традиційний трюк ніндзя із лялькою. В темряві коли нічого не видно, ніндзя задля обдурення противника використовував ляльку якою він легко маніпулював через мотузки. Присутні не бачачи вбраного у все чорне ніндзю в темряві, і думали, що лялька це жива істота. З тих пір його почали називати летючий Като.
Народні перекази та легенди охарактеризували Дандзо, як великого мага і чародія. Існує легенда, що одного разу в лісі на нього напали самураї. Намалювавши коло та закликавши на допомогу духів, Като усівся в ньому. Після цього катани самураїв не змогли проникнути у коло. Інший переказ говорить, що раз у лісі Като зустрів зграю вовків. Не маючи бажання витягувати своєї катани, Дандзо використав психофізичний прийом з енерігією «кі». Після цього вовки присівши на хвости, не насмілились нападати на Като. Будучи талановитим фокусником та майстром ілюзіонізму, Като поєднував їх з прийомами ніндзі та розвинутими в собі психофізичними можливості людського організму, що робило його в очах простого народу магом і чаклуном. Намагаючись підсилити цю роль, Като переодягся на бродячого монаха-чаклуна (ябіто). Існує легенда, що одного разу Дандзо виконував фокус з проковтуванням корови на очах у великої юрби. Коли одна людина з натовпу розгадала фокус, Като щоб відвернути увагу, розсипав на землю декілька насінин якоїсь квітки. Ледве торкнувшись землі, вони почали рости, вусики, подовжуючись повзли по землі, бутони збільшувалися і розкривалися. Кажуть, що квітки досягали сімдесяти сантиметрів у поперечнику. Поки натовп, милувалася квітами, голова людини, що розкрила фокус з важким глухим звуком упала на землю, за нею було тіло, розсічене навпіл.
Життя Дандзо закінчилось трагічно. У 1559 року у князя Такеди Шіґени, украли стародавній список воєнних канонів, його радники, які недолюблювали Дандзо, що служив князеві звинуватили його у крадіжці та оголосили ворожим шпигуном. Повіривши їм, князь наказав убити Дандзо. По одній із версій його зарубали, по іншій застрелили.